# خوزه ماریا زارگا
خوزه ماریا زارگا (انگلیسی: José María Zárraga; ۱۵ اوت ۱۹۳۰ – ۳ آوریل ۲۰۱۲) بازیکن فوتبال اهل اسپانیا بود.
از باشگاه‌هایی که در آن بازی کرده‌است می‌توان به باشگاه فوتبال رئال مادرید کاستیا و باشگاه فوتبال رئال مادرید اشاره کرد.
وی همچنین در تیم‌های ملی فوتبال Spain B national football team و اسپانیا بازی کرده‌است.